# 아라비아의 열풍
"아라비아의 열풍"은 1976년에 개봉한 대한민국의 영화이다.

## 캐스팅
- 김진규
- 신영균
- 신일룡
- 윤소라
- 김진
- 김옥진
- 민철
- 용일화
- 이자영
- 양훈
- 신선삼
- 최선균
- 김순경
- 유하정
- 강노춘
- 이창희
- 정미경
- 조남호
- 김태진